# Liste des monuments historiques de Nouméa
La liste qui suit présente les édifices de la ville de Nouméa protégés au titre des monuments historiques et répertoriés dans la base de la province Sud de la Nouvelle-Calédonie.

## Liste
| Monument                                                                                                  | Commune | Adresse                                                                    | Coordonnées                       | Notice | Protection                           | Date           | Illustration |
| --- | ------- | -------------------------------------------------------------------------- | --------------------------------- | ------ | ------------------------------------ | -------------- | --- |
| Batterie de défense de Ouémo                                                                              | Nouméa  | Fort Ouémo                                                                 | 22° 16′ 37″ sud, 166° 28′ 49″ est |        | Classé                               | 2009           | Image manquante Téléverser |
| Ancien bâtiment de la direction de l'administration pénitentiaire                                         | Nouméa  | rue du Général-Gallieni, rue de l'Alma                                     | 22° 16′ 11″ sud, 166° 26′ 20″ est |        | Classé                               | 2000           | Image manquante Téléverser |
| Bâtiments anciens du village de l'anse N'DU                                                               | Nouméa  | Anse N'DU                                                                  | 22° 14′ 35″ sud, 166° 25′ 26″ est |        | Inscrit                              | 2006 2013      | Image manquante Téléverser |
| Bibliothèque Bernheim                                                                                     | Nouméa  | 41 avenue du Maréchal-Foch, rue de Sébastopol                              | 22° 16′ 25″ sud, 166° 26′ 36″ est |        | Classé                               | 2006           | Bibliothèque Bernheim |
| Bâtiments de l'ancien pénitencier de l'île de Nou Boulangerie du bagne                                    | Nouméa  | avenue James-Cook, Nouville                                                | 22° 15′ 42″ sud, 166° 24′ 11″ est |        | Classé                               | 1973           | Image manquante Téléverser |
| Bâtiments de l'ancien pénitencier de l'île de Nou Chapelle du bagne                                       | Nouméa  | rue Kataoui, Nouville                                                      | 22° 15′ 39″ sud, 166° 24′ 11″ est |        | Classé                               | 1973           | Image manquante Téléverser |
| Bâtiments de l'ancien pénitencier de l'île de Nou Château d'eau de la maison du commandant C.R.E.I.P.A.C. | Nouméa  | rue Kataouï, Nouville                                                      | 22° 15′ 42″ sud, 166° 24′ 12″ est |        | Classé                               | 1973           | Image manquante Téléverser |
| Bâtiments de l'ancien pénitencier de l'île de Nou Logement des surveillants mariés                        | Nouméa  | rue Kowi-Bouillant, Nouville                                               | 22° 15′ 37″ sud, 166° 24′ 06″ est |        | Classé                               | 1973           | Image manquante Téléverser |
| Bâtiments de l'ancien pénitencier de l'île de Nou Maison de la jetée Restaurant « Le 1881 »               | Nouméa  | 98 avenue James-Cook, Anse Paddon, Nouville                                | 22° 15′ 41″ sud, 166° 24′ 16″ est |        | Classé                               | 1973           | Image manquante Téléverser |
| Bâtiments de l'ancien pénitencier de l'île de Nou Maison du commandant C.R.E.I.P.A.C.                     | Nouméa  | rue Kataouï, Nouville                                                      | 22° 15′ 41″ sud, 166° 24′ 13″ est |        | Classé                               | 1973           | Image manquante Téléverser |
| Caserne Gally-Passebosc                                                                                   | Nouméa  | rue Olry, boulevard extérieur                                              | 22° 16′ 27″ sud, 166° 26′ 54″ est |        | Classé Inscrit                       | 2007           | Caserne Gally-PasseboscArrêté n° 374-2007/PS du 28 mars 2007 portant classement au titre des monuments historiques et inscription à l'inventaire supplémentaire de bâtiments anciens de la caserne Gally-Passebosc, ancienne caserne de l'infanterie de marine, commune de Nouméa, p. 2936, JONC du 26 avril 2007 |
| Cathédrale Saint-Joseph                                                                                   | Nouméa  | 3 rue Frédéric-Surleau                                                     | 22° 16′ 22″ sud, 166° 26′ 40″ est |        | Classé                               | 1992           | Cathédrale Saint-JosephArrêté n° 1094-92/PS du 20 août 1992 portant classement au titre des monuments historiques de la Cathédrale Saint-Joseph, sis 3 rue Frédéric Surleau, Nouméa, p. 2754, JONC du 8 septembre 1992 |
| Ancien commissariat de police                                                                             | Nouméa  | rue de Sébastopol, avenue Henri-Lafleur                                    | 22° 16′ 27″ sud, 166° 26′ 38″ est |        | Inscrit                              | 2000           | Image manquante Téléverser |
| Centre culturel Tjibaou                                                                                   | Nouméa  | rue des Accords-de-Matignon                                                | 22° 15′ 23″ sud, 166° 28′ 54″ est |        | Classé                               | 2003           | Centre culturel Tjibaou |
| Centre Raoul Follereau Anciens bâtiments                                                                  | Nouméa  | Rue Raoul-Follereau, Numbo                                                 | 22° 14′ 36″ sud, 166° 25′ 05″ est |        | Classé Inscrit Classé Inscrit Classé | 2000 2006 2013 | Image manquante Téléverser |
| Château Hagen                                                                                             | Nouméa  | rue du Révérend-Père-Roman                                                 | 22° 16′ 21″ sud, 166° 27′ 09″ est |        | Classé                               | 1999           | Château HagenDélibération modificative n° 230-99/BAPS du 7 juin 1999 prononçant le classement au titre des monuments historiques de la propriété dite « château Hagen », p. 3477, JONC du 13 juillet 1999 |
| Débarcadère de Nouville                                                                                   | Nouméa  | place de la Transportation, Nouville                                       | 22° 15′ 41″ sud, 166° 24′ 15″ est |        | Classé                               | 2000           | Image manquante Téléverser |
| École Élise-Noëllat                                                                                       | Nouméa  | rue Auguste Bénébig                                                        | 22° 16′ 07″ sud, 166° 27′ 19″ est |        | Inscrit                              | 2012           | Image manquante Téléverser |
| Escalier monumental du Haut-commissariat                                                                  | Nouméa  | 1 avenue du Maréchal-Foch                                                  | 22° 16′ 05″ sud, 166° 26′ 34″ est |        | Classé                               | 2014           | Image manquante Téléverser |
| Escalier rue Guynemer                                                                                     | Nouméa  | rue Charles-Gaveau, rue Georges-Guynemer                                   | 22° 16′ 37″ sud, 166° 26′ 44″ est |        | Classé                               | 2004           | Image manquante Téléverser |
| Fontaine monumentale, dite « Fontaine Céleste »                                                           | Nouméa  | rue Georges-Clemenceau place des Cocotiers                                 | 22° 16′ 16″ sud, 166° 26′ 30″ est |        | Inscrit                              | 1992           | Fontaine monumentale, dite « Fontaine Céleste » |
| Fort Téréka                                                                                               | Nouméa  | piste du fort Téréka, Nouville                                             | 22° 15′ 05″ sud, 166° 23′ 24″ est |        | Classé                               | 1978           | Fort TérékaArrêté n° 78-154/CG du 16 mai 1978 relatif au classement des bâtiments dénommés « Le Pigeonnier » et « Château Grimigni » dans la commune de Pouembout et du fort Tereka à l'île de Nou, p. 511, JONC du 19 mai 1978 |
| Four à chaux de la baie des Citrons                                                                       | Nouméa  | promenade Roger-Laroque                                                    | 22° 18′ 06″ sud, 166° 26′ 15″ est |        | Classé                               | 2013           | Image manquante Téléverser |
| Four à chaux de la pointe Denouel                                                                         | Nouméa  | rue du Capitaine-Bois                                                      | 22° 16′ 50″ sud, 166° 25′ 36″ est |        | Classé                               | 2013           | Image manquante Téléverser |
| Bâtiment cellulaire de l'ancien hôpital du Marais                                                         | Nouméa  | rue Contre-Amiral-Joseph-du-Bouzet, Nouville                               | 22° 16′ 04″ sud, 166° 23′ 53″ est |        | Classé                               | 1974           | Image manquante Téléverser |
| Bâtiments anciens du Centre hospitalier spécialisé Albert-Bousquet                                        | Nouméa  | rue du Docteur-Eschembrenner, rue Contre-Amiral-Joseph-Du-Bouzet, Nouville | 22° 16′ 01″ sud, 166° 23′ 50″ est |        | Classé                               | 2006           | Image manquante Téléverser |
| Bâtiments anciens de l'hôpital Gaston-Bourret                                                             | Nouméa  | Rue du Général-Gallieni                                                    | 22° 16′ 01″ sud, 166° 26′ 20″ est |        | Inscrit                              | 2008           | Image manquante Téléverser |
| Grand hôtel du Pacifique Ancien « Hôtel de la gare »                                                      | Nouméa  | rue Georges-Clemenceau                                                     | 22° 15′ 58″ sud, 166° 26′ 29″ est |        | Inscrit                              | 1994           | Image manquante Téléverser |
| Hôtel du directeur de l'Administration Pénitentiaire École catholique du Sacré-Cœur                       | Nouméa  | boulevard Vauban                                                           | 22° 16′ 17″ sud, 166° 26′ 41″ est |        | Classé                               | 2010           | Image manquante Téléverser |
| Immeuble 2 et 2bis rue Bichat,                                                                            | Nouméa  | 2 et 2bis rue Bichat                                                       | 22° 16′ 36″ sud, 166° 26′ 45″ est |        | Inscrit                              | 2002 2003      | Image manquante Téléverser |
| Immeuble Cheval,                                                                                          | Nouméa  | 3 et 5 rue Jean-Jaurès                                                     | 22° 16′ 15″ sud, 166° 26′ 17″ est |        | Classé                               | 2006 2007      | Immeuble ChevalArrêté n° 352-2006/PS du 24 avril 2006 portant classement au titre des monuments historiques de la façade sud de l'immeuble Cheval, sis 3 et 5 rue Jean-Jaurès, commune de Nouméa, p. 3277, JONC du 16 mai 2006,Arrêté n° 936-2006/PS du 11 septembre 2006 modifiant l'arrêté n° 352-2006/PS du 24 avril 2006 portant classement au titre des monuments historiques de la façade sud de l'immeuble Cheval, sis 3 et 5 rue Jean-Jaurès, commune de Nouméa, p. 7498, JONC du 17 octobre 2006,Arrêté n° 1-2007/PS du 8 janvier 2007 modifiant l'arrêté n° 352-2006/PS du 24 avril 2006 portant classement au titre des monuments historiques de la façade sud de l'immeuble Cheval, sis 3 et 5 rue Jean-Jaurès, commune de Nouméa, p. 840, JONC du 1 février 2007 |
| Immeuble de « La France Australe »                                                                        | Nouméa  | rue de la Somme                                                            | 22° 16′ 25″ sud, 166° 26′ 22″ est |        | Classé                               | 2004           | Image manquante Téléverser |
| Logement de l'administration pénitentiaire,                                                               | Nouméa  | 4 rue des Frères-Vautrin                                                   | 22° 15′ 56″ sud, 166° 26′ 36″ est |        | Classé                               | 2006 2014      | Image manquante Téléverser |
| Logement des surveillants célibataires de 1re classe                                                      | Nouméa  | rue Kowi-Bouillant, avenue James-Cook, Nouville                            | 22° 15′ 41″ sud, 166° 24′ 06″ est |        | Inscrit                              | 2000           | Image manquante Téléverser |
| Maison du surveillant des jardins du Bagne à Nouville et de son annexe                                    | Nouméa  | Nouville                                                                   | 22° 15′ 51″ sud, 166° 15′ 51″ est |        | Classé                               | 2009           | Image manquante Téléverser |
| Maison, 3 rue de Soissons                                                                                 | Nouméa  | 3 rue de Soissons                                                          | 22° 16′ 45″ sud, 166° 27′ 03″ est |        | Inscrit                              | 2014           | Maison, 3 rue de Soissons |
| Maison, 13 rue Pasteur                                                                                    | Nouméa  | 13 rue Pasteur                                                             | 22° 15′ 47″ sud, 166° 26′ 48″ est |        | Inscrit                              | 2003           | Image manquante Téléverser |
| Maison, 28 rue de Sébastopol                                                                              | Nouméa  | 28 rue de Sébastopol                                                       | 22° 16′ 22″ sud, 166° 26′ 36″ est |        | Inscrit                              | 2000           | Image manquante Téléverser |
| Maison 4bis rue Bichat                                                                                    | Nouméa  | 4bis rue Bichat                                                            | 22° 16′ 36″ sud, 166° 26′ 47″ est |        | Inscrit                              | 2002           | Image manquante Téléverser |
| Maison Célières Maison du Livre                                                                           | Nouméa  | 21 route du Port-Despointes, Faubourg Blanchot                             | 22° 16′ 41″ sud, 166° 27′ 05″ est |        | Classé                               | 1989           | Maison CélièresMaison du Livre |
| Maison Champmoreau                                                                                        | Nouméa  | 8 rue Paul-Deligny, Vallée des Colons                                      | 22° 16′ 24″ sud, 166° 27′ 31″ est |        | Inscrit                              | 2004           | Image manquante Téléverser |
| Maison Charbonneaux                                                                                       | Nouméa  | 6 rue de Soissons, rue de Strasbourg, Faubourg Blanchot                    | 22° 16′ 44″ sud, 166° 27′ 02″ est |        | Classé                               | 2007           | Image manquante Téléverser |
| Maison dite « Maison de l'Amirauté » et dépendances                                                       | Nouméa  | 15 avenue des Frères-Carcopino                                             | 22° 16′ 48″ sud, 166° 26′ 31″ est |        | Classé                               | 2014 2018      | Image manquante Téléverser |
| Maison Draghicevitz                                                                                       | Nouméa  | 30 rue du Général-Gallieni                                                 | 22° 16′ 20″ sud, 166° 26′ 20″ est |        | Inscrit                              | 2001           | Image manquante Téléverser |
| Maison du directeur de la Banque de l'Indochine                                                           | Nouméa  | rue de Sébastopol, rue de l'Alma                                           | 22° 16′ 09″ sud, 166° 26′ 37″ est |        | Inscrit                              | 2008           | Image manquante Téléverser |
| Maison Laubreaux                                                                                          | Nouméa  | rue Victor-Hugo                                                            | 22° 16′ 55″ sud, 166° 26′ 41″ est |        | Inscrit                              | 2000           | Image manquante Téléverser |
| Maison Ohlen                                                                                              | Nouméa  | 257 rue Jacques-Iékawé                                                     | 22° 14′ 16″ sud, 166° 28′ 25″ est |        | Inscrit                              | 2011           | Image manquante Téléverser |
| Maisons Mary                                                                                              | Nouméa  | 5-7 route du Vélodrome-Paul-Nielly                                         | 22° 17′ 14″ sud, 166° 26′ 43″ est |        | Inscrit                              | 2013           | Image manquante Téléverser |
| Manège de vélocipèdes du père Foussard                                                                    | Nouméa  |                                                                            | à géolocaliser                    |        | Classé                               | 2001           | Image manquante Téléverser |
| Mur de soutènement de la rue Guynemer                                                                     | Nouméa  | rue Guynemer                                                               | 22° 16′ 36″ sud, 166° 26′ 44″ est |        | Classé                               | 2010           | Image manquante Téléverser |
| Musée de la Ville Ancienne banque Marchand Ancien hôtel de ville                                          | Nouméa  | rue Jean-Jaurès                                                            | 22° 16′ 13″ sud, 166° 26′ 32″ est |        | Classé                               | 2004           | Musée de la VilleAncienne banque MarchandAncien hôtel de ville |
| Orphelinat et internat des sœurs de Saint-Joseph de Cluny                                                 | Nouméa  | rue d'Austerlitz                                                           | 22° 16′ 03″ sud, 166° 26′ 27″ est |        | Inscrit                              | 2008           | Image manquante Téléverser |
| Petit quai et son escalier                                                                                | Nouméa  | quai Jules-Ferry                                                           | 22° 16′ 07″ sud, 166° 26′ 13″ est |        | Classé                               | 2003           | Image manquante Téléverser |
| Phare Amédée                                                                                              | Nouméa  | île Amédée                                                                 | 22° 28′ 39″ sud, 166° 28′ 05″ est |        | Classé                               | 2007           | Phare Amédée |
| Presbytère protestant                                                                                     | Nouméa  | boulevard Vauban                                                           | 22° 16′ 12″ sud, 166° 26′ 41″ est |        | Inscrit                              | 1993           | Image manquante Téléverser |
| Prison civile Centre d'Art, Théâtre de poche                                                              | Nouméa  | 6 boulevard extérieur, Faubourg Blanchot                                   | 22° 16′ 36″ sud, 166° 26′ 55″ est |        | Inscrit                              | 1994           | Image manquante Téléverser |
| Réservoir d'eau de la Yahoué                                                                              | Nouméa  | rue Dezamaulds                                                             | 22° 16′ 00″ sud, 166° 26′ 32″ est |        | Classé                               | 2002           | Image manquante Téléverser |
| Résidence du Général des Forces Armées de Nouvelle-Calédonie                                              | Nouméa  | boulevard Vauban                                                           | 22° 16′ 16″ sud, 166° 26′ 41″ est |        | Inscrit                              | 2008           | Image manquante Téléverser |
| Sémaphore                                                                                                 | Nouméa  | route du Sémaphore                                                         | 22° 16′ 00″ sud, 166° 26′ 45″ est |        | Classé                               | 2007           | Image manquante Téléverser |
| Bâtiments des subsistances militaires                                                                     | Nouméa  | rue Paul-Doumer                                                            | 22° 16′ 06″ sud, 166° 26′ 24″ est |        | Classé                               | 2000           | Image manquante Téléverser |
| Temple protestant                                                                                         | Nouméa  | boulevard Vauban                                                           | 22° 16′ 10″ sud, 166° 26′ 40″ est |        | Classé                               | 1992           | Temple protestant |
| Théâtre de l'île Ancien magasin du bagne à Nouville                                                       | Nouméa  | avenue James-Cook, Nouville                                                | 22° 15′ 43″ sud, 166° 24′ 03″ est |        | Classé                               | 2005           | Image manquante Téléverser |
| Tribunal militaire                                                                                        | Nouméa  | rue Léon-Coursin, rue du Port-Despointes                                   | 22° 16′ 32″ sud, 166° 26′ 54″ est |        | Inscrit                              | 2003           | Image manquante Téléverser |
| Vestiges de l'îlot Signal                                                                                 | Nouméa  | îlot Signal                                                                | 22° 17′ 41″ sud, 166° 17′ 33″ est |        | Classé                               | 2004           | Vestiges de l'îlot SignalArrêté n° 04-2004/PS du 5 janvier 2004 portant classements au titre des monuments historiques de l'ensemble des vestiges de l'îlot Signal, p. 304, JONC du 20 janvier 2004 |